# 社会学評論
社会学評論(しゃかいがくひょうろん)とは日本社会学会が発行している学術雑誌である。1950年創刊。

## 概要
年4回刊行され、
誌面は論文のほか、研究ノート、書評論文、書評、海外動向、学会動向、研究交流、欧文要約の各欄で構成されている。
編集は3年任期の編集委員により構成される編集委員会が担当している。創刊当初から1979年までは北海道、東北、関東、関西、西部の各地区に設けられた地区編集委員会が投稿の受付と審査を行う地区投稿制度が採用されていた。
1980年からは査読制度が運用されており、査読者2名による審査によって掲載可否を決定している。

## 社会学評論スタイルガイド
日本社会学会編集委員会が策定したスタイルガイドである。『社会学評論』への投稿原稿のスタイルガイドとして1999年に第1版が刊行され、2009年には改訂版として第2版が刊行された。内容は日本社会学会のウェブサイトで公開されている。